# Радослав (князь)
Радослав (хорв. Radoslav; дата народження і смерті невідомі) — перший відомий хорватський князь, що панував над частиною сучасної Хорватії.

## Життєпис
Про походження Радослава відсутні відомості. Був князем або вождем одного з племен білих хорватів. Можливо привів одне з їх племен з Карпатського регіону. Зайняв частину сучасної Приморської Хорватії. Це відбулося близько 688 року. Здійснював походи проти іллірійців на території Далмації, доходив до півночі сучасної Албанії. Ймовірно намагався об'єднати вождів білих хорватів навколо себе. 